# 迪氏近猛蚁
迪氏近猛蚁（学名：Paraponera dieteri）又称节食近猛蚁，是近猛蚁属中一个于中新世灭绝的蚂蚁。该物种的化石是在多米尼加琥珀中发现的，并由巴罗尼·厄尔巴尼于 1994 年进行了描述该化石目前收藏于斯图加特国家自然历史博物馆。
在多米尼加共和国发现这一事实表明该物种属于热带地区。 

## 命名方式
该物种以迪特·施莱 (Dieter Schlee) 的名字命名，他负责斯图加特博物馆多米尼加琥珀收藏的收集。 